# جايسون برايت
جايسون برايت (بالإنجليزية: Jason Bright)‏ هو سائق سباق أسترالي، ولد في 7 مارس 1973 في مو ‏ في أستراليا.

## روابط خارجية
- جايسون برايت على موقع DriverDB.com (الإنجليزية)